# Fairchild Channel F
La Fairchild Channel F est une console de jeux vidéo produite par Fairchild Semiconductor. Sortie en novembre 1976 en Amérique du Nord, elle y est vendue au prix de 169,95 $. La console est notable pour être la première au monde basée sur un système de cartouches, ainsi que la première à disposer d'un microprocesseur.
Lors de son lancement, la console est connue sous les noms Video Entertainment System, ou VES, mais lorsqu'Atari sort la VCS l'année suivante, Fairchild renomme sa console. En 1977, la Fairchild Channel compte 250 000 unités vendues et demeure dans le sillage de la VCS, alors renommée Atari 2600.

## Historique

### La console Channel F
La Channel F est basée sur le « processeur » Fairchild F8, inventé par Robert Noyce avant qu'il ne quitte Fairchild pour créer sa propre société, Intel. La technologie des processeurs de l'époque ne pouvant faire tenir tous les circuits nécessaires sur un seul morceau, le F8 est en fait une « famille » de processeurs câblés ensemble pour former une unité centrale de traitement complète. La vidéo est tout à fait basique, bien qu'en couleurs ce qui constitue un grand pas en avant par rapport aux machines contemporaines de Pong. Le son est joué par un haut-parleur interne, plutôt que via la télé.
Les contrôleurs sont un genre de joystick sans base, le corps principal étant une grande poignée de main avec un « cap » triangulaire sur le dessus, le dessus étant également la partie qui bouge réellement. Elle peut être utilisée en tant que manche et palette (torsion), et être abaissée pour fonctionner comme bouton de feu. L'unité contient un petit compartiment pour stocker les contrôleurs quand on la déplace : utile car le câblage plutôt fin est fragile.
C'est la toute première console de jeu vidéo à cartouche. La conception de la cartouche comme support de données est de Jerry Lawson.
23 cartouches sont sorties pour la console (généralement à 19,95 $), en dépit de sa popularité des débuts.
Le plus gros effet de la Channel F sur le marché fut de presser Atari de sortir leur console de deuxième génération. Alors nommée « Stella »  la machine allait également utiliser des cartouches et, après avoir vu la Channel F, Atari a réalisé qu'il fallait la sortir aussitôt que possible avant que le marché ne soit inondé de machines basées sur des cartouches. Avec la marge brute allant diminuant sur les ventes de systèmes basés sur Pong, Atari Inc. se fait racheter par Warner Communications en 1976 afin de récupérer le capital nécessaire à la sortie de la VCS.

### La Channel F System II

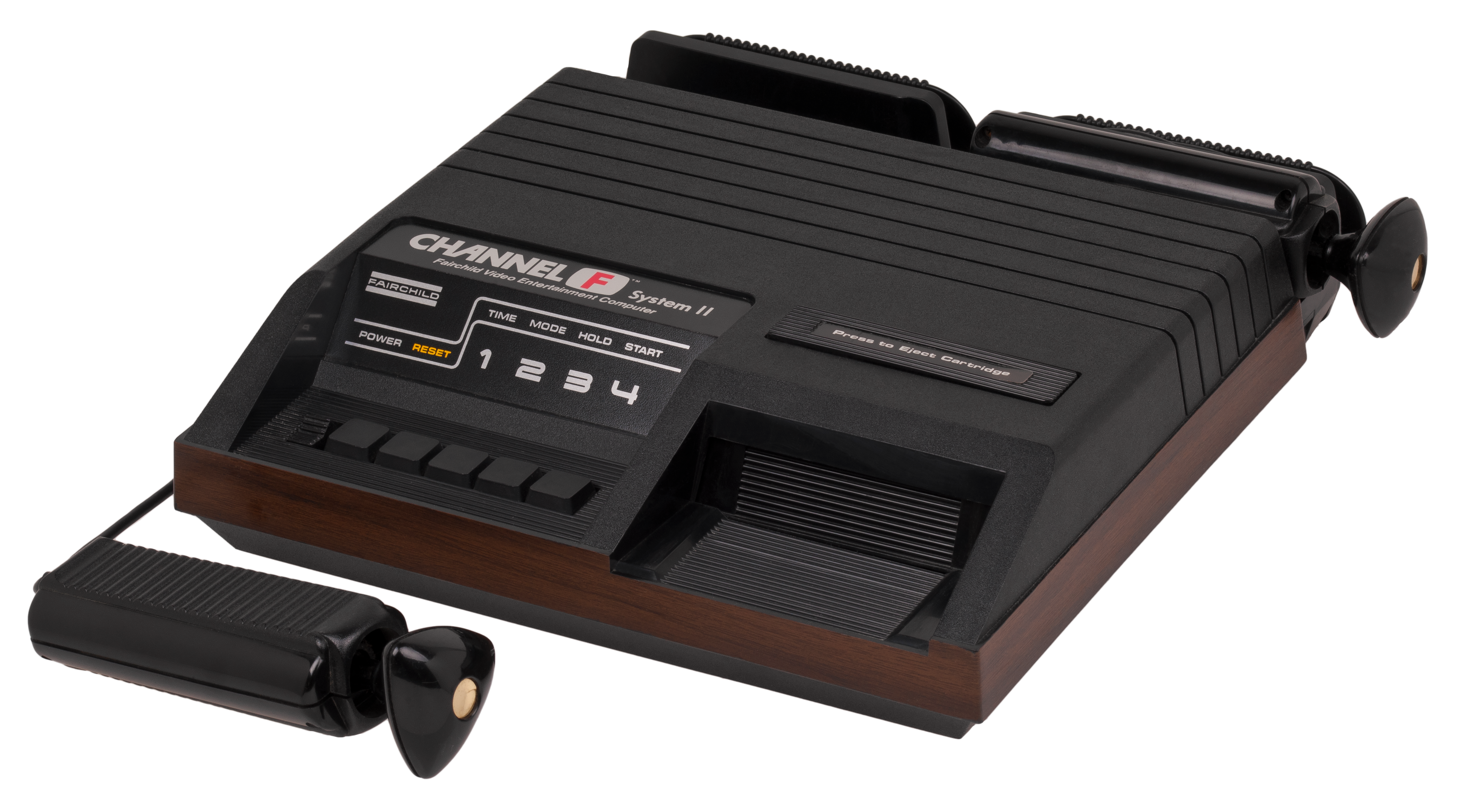
La Channel F System II.

Fairchild décida de concurrencer le VCS en sortant un Channel F System II. Les changements principaux sont dans le design, les contrôleurs connectables par des prises à l'unité centrale au lieu d'un branchement interne, le compartiment de stockage déplacé derrière l'unité, et le bruitage mélangé dans le signal de TV afin que l'unité n'ait plus besoin de haut-parleur interne. Cependant à cette époque, le marché était au milieu du premier krach des jeux vidéo, et Fairchild sombra et sortit du marché.
En 1979, Zircon international racheta les droits de la Channel F et sortit la Channel F System II. Seulement cinq jeux sortirent pour le deuxième système avant sa mort, dont plusieurs même furent développés chez Fairchild avant la liquidation de la société.
Un certain nombre de versions autorisées sortirent en Europe, y compris le Luxor Video Entertainment System en Suède, Grandstand au R-U, et le Saba Videoplay et d'ITT Tele-Match Processor, tous les deux en Allemagne.

## Spécifications techniques
- Processeur : Fairchild F8 cadencé à 1,79 MHz
- Mémoire : 64 octets
- Vidéo : 128×64 pixels, 8 couleurs
- Son : haut-parleur intégré
- Entrée : deux contrôleurs de jeu, câblés dans la console
- Sortie : signal RF composite modulé, câble soudé dans la console